# Двенадцатый Доктор
Двенадцатый Доктор (англ. Twelfth Doctor) — воплощение Доктора, главного персонажа британского научно-фантастического телесериала «Доктор Кто».
Доктор является представителем внеземной расы Повелителей Времени с планеты Галлифрей, который при помощи пространственно-временного устройства ТАРДИС путешествует через время и пространство, чаще всего со спутниками. Когда Доктор получает значительные увечья, по его желанию тело может «регенерировать», однако при каждом новом воплощении его внешность и характер меняются (память и сущность остаются прежними). Эта возможность позволила отображать Доктора различными актёрами и сохранить тем самым сериал с 1963 года.
1 июня 2013 года Би-би-си анонсировала, что Мэтт Смит, игравший роль Одиннадцатого Доктора на протяжении четырёх лет, покинет основной состав сериала. 4 августа 2013 года было официально объявлено, что роль Двенадцатого Доктора исполнит шотландский актёр, лауреат премии «Оскар» Питер Капальди. Капальди ранее уже снимался в четвёртом сезоне «Доктора Кто», в котором он сыграл роль Цецилия, и в третьем сезоне спин-оффа «Торчвуд» в роли Джона Фробишера.
Капальди впервые появляется как Доктор в качестве камео в спецвыпуске к 50-летию сериала «День Доктора», где вместе с остальными инкарнациями Доктора спасает Галлифрей от уничтожения. Его первое полноценное появление состоялось в конце рождественского спецвыпуска 2013 года «Время Доктора».
Первой спутницей этой регенерации Доктора стала последняя спутница Одиннадцатого Доктора — Клара Освальд, роль которой исполняет Дженна Коулман. Доктор путешествует с ней на протяжении восьмого и девятого сезонов. Следующую спутницу Доктора Билл Поттс играет Пёрл Маки. Также компанию Доктору и Билл в десятом сезоне составил Мэтт Лукас в роли Нардола.
30 января 2017 года стало известно, что Питер Капальди покидает сериал после десятого сезона. Последней серией с его участием стал рождественский спецвыпуск 2017 года «Дважды во времени». Его последовательницей стала английская актриса Джоди Уиттакер.

## Сюжет
Впервые Двенадцатый Доктор появляется в серии «День Доктора». Он был замечен Повелителями Времени, когда все воплощения Доктора пересчитываются (учитывая Джона Хёрта), спасая Галлифрей. Одиннадцатый Доктор регенерировал в Двенадцатого в конце серии «Время Доктора». После регенерации некоторое время страдал частичной амнезией, в том числе забыл, как управлять ТАРДИС.
В серии «Глубокий вдох» ТАРДИС, провалившись во времена динозавров, переносится в викторианский Лондон, случайно прихватив при этом с собой тираннозавра. У Доктора всё ещё пострегенерационная амнезия. Их встречает банда Патерностер — силурианка мадам Вастра, её жена Дженни Флинт и помощник-сонтаранец Стракс. Вместе с Кларой им удаётся уложить Доктора отдохнуть, чтобы прийти в себя, но он сбегает, когда видит самовозгорание динозаврихи. В те дни уже было несколько подобных случаев, за которым стоит Полуликий человек — наполовину робот, наполовину человек. С подобными врагами Доктор сталкивался в одиннадцатом воплощении (серия «Девушка в камине»), но новый Доктор не смог установить связь между ними. После победы над Полуликим человеком Доктор оставляет спутницу на попечение троицы друзей, но вскоре возвращается с восстановившейся памятью, новым костюмом и слегка изменённым интерьером своей машины времени. Новое воплощение кажется во всём похожим на шотландца (Питер Капальди и есть шотландец), что проявляется в его акценте, отношении к англичанам и случайной доставкой Клары в Глазго в её времени.
Через три недели после возвращения Клары в её время она знакомится с Дэнни Пинком, учителем математики, раньше служившим солдатом. С этого момента у неё двойная жизнь — вместе с Доктором она встречается с далеками, Робином Гудом, различными монстрами или просто смотрит чудеса Вселенной, а в остальное время строит отношения с Дэнни. В серии «Смотритель» Доктор обнаруживает рядом со школой Коал-Хилл, где работают Клара и Дэнни, инопланетную угрозу из другого времени и решает работать под прикрытием. Пинк узнаёт другую сторону жизни своей девушки и даже заглядывает внутрь ТАРДИС. Но новый Доктор, выказывающий сильную неприязнь к солдатам, не только не приглашает его путешествовать вместе с ним и Кларой, но и ополчается на учителя, называя его «физруком». Неприязнь у них с Дэнни взаимная, так как мужчина видит в инопланетянине старого генерала.
Отношения между Доктором и Кларой ухудшаются, и когда они оказываются в 2049 году, где предстоит принять трудное решение о судьбе Луны, Повелитель Времени оставляет девушку наедине с последним астронавтом и одной из её учениц, Кортни Вудс. После он, правда, возвращается и не даёт человечеству совершить ошибку, показав рождение беззащитного существа, жившего в Луне-яйце. После вылупления Луна возвращается на небосвод, но никакая красота не может успокоить Клару, и она решает порвать с путешествиями во времени и пространстве (серия «Убить Луну»).
Доктор берёт Клару в последний, как им кажется, раз на летающий в космосе «Восточный экспресс». После событий в поезде девушка решает продолжить приключения, но при этом врёт Дэнни, что с этим покончено («Плоскость»). В серии «В лесу ночном», когда по всей Земле вырастают деревья, дабы защитить планету от солнечной вспышки, Пинк ловит Клару на лжи и даёт ясно понять, что не хочет путешествовать сквозь время и пространство.
Это его не спасает, и в финале сезона он попадает под машину и его сознание записывается на галлифрейский жёсткий диск Сферы Небытия. Его встречает загадочный человек по имени Себ, объясняющий, где он и что с ним произошло. Клара заставляет Доктора спасти его, однако тот отказывается, но после этого, увидев, в каком состоянии девушка, он сам предлагает найти, где теперь находится душа её любимого. Так они оказываются в загадочном месте с аквариумами, где их встречает женщина по имени Мисси, притворившаяся приветствующим дроидом. Тем временем выясняется, что Дэнни ушёл из армии, потому что случайно убил ни в чём не повинного афганского мальчика. Себ пытается убедить Пинка стереть эмоции, чтобы избавиться от боли, в то время как Доктор понимает, что Мисси не только стоит за сохранением мёртвых и новым вторжением киберлюдей, но и оказывается его давним другом и врагом, Мастером, теперь в женском обличье.
В то время как Клара оказывается в ловушке в Институте 3W («Three words» — три слова: «Не кремируйте меня!»), наводнённом киберлюдьми, Доктора и Мисси находят силы ЮНИТ. Они видят, как раскрывается купол Собора Святого Павла, внутри которого и находится Институт 3W, и оттуда вылетает девяносто один киберчеловек. Большинство разлетается по крупным городам Великобритании, один же взрывается над собором. Таким образом они распыляют киберпыльцу, способную превратить трупы в рекрутов киберармии. Не становится исключением и тело Дэнни Пинка. Он находит себя внутри металлической оболочки и, в одной руке сжимая бланк со своим именем, направляется в Институт 3W, где спасает Клару от трёх других киберлюдей и уносит её на кладбище. ЮНИТ назначает Доктора Президентом Земли и перевозит двух Повелителей Времени на Борту № 1. Самолёт подвергается нападению снаружи и изнутри, и Доктор выпадает из него, но успевает вызвать ТАРДИС до того, как разобьётся. Телепортировавшаяся в Сферу Небытия Мисси вместе с Себом наблюдают за этим. Себ активно реагирует на происходящее, и Повелительница Времени, раскрыв зрителю, что её помощник — всего лишь воплощение искусственного интеллекта, — хладнокровно испепеляет его с помощью специального устройства. Клара узнаёт, что Дэнни кибермодифицирован, но не лишён эмоций. Он просит помощи, умоляет отключить ему чувства. У девушки ничего не получается, она звонит Доктору, как раз в это время разбирающемуся с освободившейся Мисси, но тот прилетает позже и пытается вызнать планы киберлюдей. Снова показываются натянутые отношения между Доктором и Пинком, и последний говорит, что рассказал бы о них, будь у него отключены эмоции. Клара использует звуковую отвёртку и избавляет любимого от душевных страданий. Доктор узнаёт о планах Мисси и киберлюдей, и в этот момент она прибывает к ним. После некоторой перепалки она даёт понять, что всё это — лишь подарок Доктору на день рождения, чтобы он понял, что они с ней похожи, но Доктор отказывается от армии, отдав браслет, контролирующий всех киберлюдей, кроме Дэнни, собственно Дэнни Пинку. Тот приказывает киберармии взлететь и уничтожить опасные облака и делает это вместе с ними. Мисси называет старые координаты Галлифрея. Доктор собирается от неё избавиться, но с помощью телепортационного луча его опережает кибер-Бригадир, ещё один старый друг Доктора. Он же спас свою дочь, выпавшую из самолёта во время нападения. Доктор отдаёт честь кибер-Бригадиру, и тот взмывает в небо.
Из Сферы Небытия Дэнни в последний раз связывается с Кларой. Он может вернуть только одного человека в мир живых и возвращает вместо себя убитого им когда-то мальчика. Доктор проверяет, на месте ли Галлифрей, и понимает, что Мисси солгала ему. Он прилетает к Кларе, чтобы попрощаться. Он лжёт ей, что родную планету он всё-таки нашёл, а она — что Дэнни вернулся. На прощание они обнимаются. Клара думала, что больше никогда не встретит Доктора, но однажды она оказалась в одном сне с ним и четырьмя случайными людьми. Чтобы выбраться и выжить, требовалось понять, где сон, а где реальность. Многослойный морок навели так называемые Сонные Крабы, или Кантрофарри. Когда у них что-то идёт не так, монстры спадают с лиц жертв и рассыпаются в прах. После окончательного пробуждения Доктор просит Клару вновь путешествовать с ним, и она принимает его предложение.

### Второй шанс
В начале девятого сезона Доктор в одном из своих одиночных путешествий случайно попадает на Скаро в разгар войны, где встречает маленького Давроса, будущего создателя далеков. Сначала он собирается спасти мальчика, но, узнав его имя, приходит в ужас и улетает с планеты. Доктора гложет чувство вины за свой поступок, и когда до него доходят вести о том, что где-то в будущем уже умирающий Даврос желает с ним встретиться, решает явиться на зов. Доктор понимает, что это ловушка, и тем не менее он готов заплатить за свою ошибку собственной жизнью. Никого не оповестив, включая Клару, Доктор решает провести свои последние дни, закатив грандиозную вечеринку в средневековой Англии. Его завещание в виде исповедального диска получает Мисси, оставшаяся в живых после финала предыдущего сезона. Встревоженная Повелительница Времени объединяется с Кларой, чтобы отыскать Доктора. Им это удаётся, однако все они при этом попадают в плен к Давросу. Надавив на жалость, Даврос обманом заставляет Доктора отдать далекам часть своей регенерационной энергии. Тот предвидел его действия и позволил это сделать, поскольку часть энергии передалась и умирающим далекам в канализациях Скаро, которые тут же посеяли в городе хаос, тем самым позволив Доктору и Кларе сбежать. Доктор отправляется в прошлое, когда он бросил маленького Давроса, и на этот раз спасает его, преподав тому урок о важности милосердия.
В серии «Девочка, которая умерла» Доктор и Клара имели несчастье оказаться в деревне викингов в разгар атаки со стороны инопланетной воинской расы майров. Совместными усилиями им удаётся отразить нападение и прогнать захватчиков раз и навсегда, однако не обходится и без потерь в лице юной девушки Эсхильды. Доктор вспоминает события далёкого прошлого и приходит к выводу, что он подсознательно выбрал своё нынешнее лицо в качестве напоминания о том, что спасать людей — его работа. В порыве эмоций он решает воскресить Эсхильду с помощью технологии майров. Пути Доктора и Эсхильды вновь пересекаются в эпизоде «Женщина, которая выжила». Доктор с горечью узнаёт о том, через что пришлось пройти девушке за сотни лет одинокого существования, подаренного бессмертием. В ходе событий серии благодаря Доктору Эсхильда приходит в чувство и решает отныне присматривать за теми, кого он оставляет позади в своих приключениях.
В эпизоде «Узри ворона» к Доктору и Кларе обращается за помощью их старый знакомый из серии «Плоскость» Ригси. Расследование приводит их на потайную улицу Лондона, которая служит обиталищем для беженцев-инопланетян со всех уголков галактики. Заправляет ей ни кто иная, как Эсхильда. Она пошла на сделку с Повелителями Времени и подстроила всю ситуацию с Ригси, чтобы заманить Доктора в ловушку. Клара погибает, пытаясь помочь приятелю, а Доктора заточают в его собственный исповедальный диск, где его неусыпно преследует существо из старого ночного кошмара, чтобы выбить из него правду о древнем пророчестве Повелителей Времени. Превозмогая пытки, спустя 4,5 миллиарда лет Доктор выбирается из диска и обнаруживает, что оказался на своей родной планете Галлифрей. Он прогоняет президента Рассилона и использует технологию своих соотечественников, чтобы спасти Клару, вытащив подругу из последних мгновений её жизни. Доктор крадёт одну из местных ТАРДИС и вместе с Кларой отправляется в самый конец существования вселенной, надеясь обмануть смерть навсегда. Там он встречает Эсхильду, которая заявляет ему, что Гибридом из пророчества Повелителей Времени вполне могут являться Доктор и Клара, оказывающие друг на друга опасное влияние. Осознав это, Доктор собирается стереть Кларе память о нём и оставить её где-нибудь в безопасном месте. Клара настаивает, что Доктор не имеет права лишать её самых драгоценных воспоминаний в её жизни, и тогда он соглашается положиться на волю случая и использовать устройство одновременно, не зная, на ком оно сработает. В итоге именно Доктор теряет свои воспоминания о Кларе. Девушка оставляет Доктора на Земле и возвращает ему его ТАРДИС, а сама улетает вместе с Эсхильдой в украденной машине времени, чтобы однажды вернуться на Галлифрей и встретить свой конец.
После этого Доктор впервые в этой инкарнации встречает свою жену Ривер Сонг. В ходе головокружительного приключения пара признаётся друг другу в невысказанных до конца чувствах. Потерпев крушение на Дариллиуме, Доктор понимает, что пришло время перестать бегать и воплотить в жизнь то, о чём будущая версия Ривер поведала ему в серии «Тишина в библиотеке». Он дарит своей жене звуковую отвёртку и устраивает ей идеальное прощальное свидание с ним длиной в 24 года, зная, что оно будет их последним временем, проведённым вместе перед её гибелью. После событий на Дариллиуме Доктор, чтобы не чувствовать себя одиноким, решает взять к себе в спутники помощника Ривер, Нардола. Вернувшись на Землю, они раскрывают план Стаи Гармонии по захвату мира и предотвращают уничтожение Нью-Йорка.

### Путь искупления
К началу десятого сезона Доктор уже около 70 лет живёт и работает под прикрытием профессором в университете Святого Луки в Бристоле. Он дал клятву оберегать Хранилище, находящееся на территории учебного заведения. В серии «Пилот» Доктор знакомится с девушкой по имени Билл Поттс, работающей в столовой университета, в котором он преподаёт. Заметив, что она посещает все его лекции, Повелитель Времени предлагает стать её личным наставником, и та с радостью соглашается. Через несколько месяцев им приходится столкнуться с внеземной угрозой, и тогда девушке открывается истинная природа её профессора. После этого Доктор и Билл начинают путешествовать вместе.
В серии «Кислород» тоскующий по путешествиям Доктор решает отправиться куда-нибудь вместе с Билл и Нардолом и отзывается на сигнал тревоги, исходящий с космической станции в будущем. В ходе этого приключения Доктор теряет зрение, слишком долго пробыв в открытом космическом пространстве без надлежащей защиты, когда пытается спасти жизнь Билл. Доктор скрывает, что зрение к нему так и не вернулось, и снова начинает носить свои звуковые очки, с помощью которых способен различать очертания предметов. В «Экстремисе» выясняется, что Нардол помогает Доктору по приказу Ривер Сонг, а в таинственном Хранилище находится Мисси, которую Повелитель Времени спас от казни и поклялся оберегать на протяжении тысячи лет. Также в эпизоде Доктор получает от своей виртуальной копии сообщение, что Землю собирается захватить инопланетная раса Монахов. И действительно, в серии «Пирамида на краю света» к Доктору обращаются за помощью в борьбе со вторжением пришельцев. Ему почти удаётся их одолеть, однако Доктор попадает в смертельную опасность из-за потерянного зрения. Тогда Билл соглашается сдать Монахам планету в обмен на жизнь и зрение своего друга. Доктор, Билл и Нардол оказываются порознь, а Земля на шесть месяцев попадает под гнетущий режим пришельцев. В эпизоде «Положение» трое друзей воссоединяются и вместе наносят удар по оплоту Монахов, прогнав инопланетных захватчиков восвояси, и жизнь землян возвращается в привычное русло. Свою лепту в борьбу с Монахами вносит также и Мисси, чья информация стала ключом к победе над ними. Это и несколько последующих приключений начинают убеждать Доктора в том, что Мисси за все те десятки лет, проведённые с ним, действительно изменилась к лучшему и, быть может, они снова сумеют стать друзьями.
В серии «Будь вечны наши жизни» преисполненный благих намерений Доктор решает дать Мисси шанс и посмотреть, как она себя поведёт в определённой ситуации. Для этого он выбирает сигнал тревоги, который посылает космический корабль колонистов, падающий в чёрную дыру. Однако план Повелителя Времени рушится, когда Билл ранят из пистолета, а затем забирают на нижний уровень корабля. Когда Доктору удаётся добраться до своей спутницы, выясняется, что внизу прошло уже десять лет из-за эффекта релятивистского замедления времени, а Билл была превращена в киберчеловека. Там же Доктор сталкивается с предыдущим воплощением Мисси, Мастером. В финале сезона «Падение Доктора» Мисси и Мастер берут Доктора в плен и, пытаясь сбежать, он оказывается смертельно ранен электрическим разрядом, которым его атаковал киберчеловек. Героям удаётся покинуть этаж и подняться выше, достигнув палубы с солнечной фермой. Однако армия киберлюдей по-прежнему наступает, и Доктор пытается убедить Мисси перейти на его сторону, но терпит неудачу, поскольку, на первый взгляд, она поддалась дурному влиянию своего предыдущего воплощения. Позднее оказывается, что это был обман и Мисси действительно изменилась и собиралась помочь ему, устранив Мастера и погибнув при этом, о чём Доктор не подозревает. Повелитель Времени поручает Нардолу возглавить эвакуацию жителей фермы, а сам вместе с Билл остаётся, чтобы дать отпор киберлюдям. В процессе Доктор взрывает весь этаж корабля и погибает, уничтожив вместе с собой множество киберлюдей. Его тело находит и доставляет на борт ТАРДИС Билл, к которой вернулся её привычный облик ввиду вмешательства объекта её симпатий Хезер, с которой Поттс ранее сталкивалась в начале сезона. Билл прощается с Доктором, не зная, что благодаря ей в тело Повелителя Времени вернулась частичка жизни. Доктор приходит в себя, но способностей его спутницы недостаточно, чтобы исцелить его от смертельных повреждений, и тогда в силу вступает его собственная физиология. Начинается процесс регенерации, однако Доктор отказывается его завершать, покидает пределы ТАРДИС и встречает снаружи своё первое воплощение (Дэвид Брэдли), которое также находится в конце своей жизни в аналогичном настроении.
После этого время останавливается и двое Докторов встречают британского капитана эпохи Первой мировой войны. Их доставляют в Зал Мертвецов на некоем космическом корабле, чей пилот, именующий себя Свидетельством, объясняет, что капитан был случайно перемещён из момента своей смерти и ему надлежит туда вернуться. После встречи с Билл Доктор отыскивает Ржавика, мятежного далека, которому однажды оказал услугу, с чьей помощью выясняет, что Свидетельство происходит из далёкого будущего, а его целью является безобидная запись воспоминаний умерших. Также становится ясно, что ошибка временного потока, связанная с капитаном, была вызвана парадоксом, когда два Доктора готовились умереть в одном и том же времени и месте. Доктора возвращают капитана, который оказывается предком Бригадира Летбридж-Стюарта, в момент его гибели. Но Двенадцатый Доктор сдвинул временные рамки на пару часов в самое начало Рождественского перемирия, таким образом спасая капитану жизнь. После этого Первый Доктор уходит навстречу своей судьбе, а Билл восстанавливает воспоминания Двенадцатого Доктора о Кларе, напоследок принимает облик Нардола, а потом исчезает. Готовый к своей регенерации Двенадцатый Доктор советует своей будущей инкарнации «смеяться от души, быстро бежать и делать добро» и превращается в Тринадцатого Доктора.

## Личность

### Имидж
Изначально Двенадцатый Доктор одет в тёмно-синее пальто фирмы Crombie на красной подкладке, тёмно-синие брюки, наглухо застёгнутую белую рубашку и тяжёлые чёрные ботинки Loake. В течение сезона он носит несколько других рубашек, включая чёрную, бордовую, чёрную в белый горошек, а также дырчатый чёрный джемпер, который принадлежит самому Капальди. Иногда к рубашкам добавляется тёмно-синий кардиган или жилет. В создании образа принимал участие костюмер сериала Говард Бёрден. Питер Капальди сказал, что его костюм символизирует мятежность Повелителя Времени. Исполнительный продюсер сериала Стивен Моффат добавил, что «монстрам всей Вселенной стоит начать бояться нового Доктора». Похоже одевается Арсен Венгер, главный тренер лондонского Арсенала.
Начиная с серии «Последнее Рождество» Доктор иногда появляется в чёрной толстовке на молнии (впервые мелькнувшей в эпизоде «Ограбление во времени»), надетой на джемпер. В девятом сезоне его облик становится ещё более неформальным: на смену строгой классике приходят рваные футболки и штаны в клетку, а также солнцезащитные очки Ray-Ban (являющиеся звуковыми). В серии «Узри ворона» Доктор начинает носить бордовый бархатный вариант своего стандартного Crombie с чёрным жилетом и чёрными брюками. В финале сезона он получает от ТАРДИС новую звуковую отвёртку с сине-золотым корпусом, имеющую шесть цветовых режимов: синий, синий с пульсацией, зелёный, зелёный с пульсацией, красный и белый. В спецвыпуске «Возвращение Доктора Мистерио» Доктор одет в очередное новое пальто — теперь из чёрного бархата со сливовой подкладкой.
В десятом сезоне костюм Доктора вновь претерпевает изменения: теперь он комбинирует классический и неформальный стиль, надевая толстовку на рубашку, а его пальто сменяет чёрный бархатный сюртук, подкладка которого вместо знакового алого оттенка стала голубой. К финалу сезона Доктор возвращается к пальто в стиле Crombie с красным подкладом, однако материал остаётся прежним — бархатом чёрного оттенка.

### Характер
Двенадцатый Доктор более инопланетный, впервые за долгое время. Он предстаёт как рассудительный, резкий и бесцеремонный, однако по-прежнему добрый и бесстрашный, стремящийся спасать жизни. Он менее эгоистичен, поскольку просто предпочитает делать свою работу, не ища одобрения и не заботясь, считают ли его героем те, кого он пытается спасти, чем является противоположностью Десятому и Одиннадцатому Доктору, которые более человечные, но близок к Девятому. Часто игнорирует, когда его обвиняют в бессердечности, поскольку стремится сосредоточиться на размышлениях и придумать очередной план спасения. Марк Гейтисс сравнил его с Третьим и Четвёртым Докторами и охарактеризовал как «более опасного, более нетерпеливого Доктора. В нём есть безумная сторона». Стивен Моффат добавил, что Двенадцатый Доктор имеет потрясающую способность к искромётному юмору, который во многом строится на том факте, что иногда он ведёт себя ужасно грубо. В эпоху Двенадцатого Доктора частой шуткой сериала стал его возраст, много персонажей называют его «стариком», «дедом» или шутят про его здоровье. Также шоураннер сказал, что несмотря на борьбу с эмоциями Капальди подарил сериалу самого эмоционального Доктора. Питер Капальди заявил, что старается воплощать в своём Докторе всех остальных и что его Доктор по-прежнему «забавный, страстный, яркий и бесстрашный». Дженна Коулман также добавила, что в этот раз Доктор более «загадочный, таинственный, сложный и невоспитанный». Химия между Капальди и Коулман описывается как «испепеляющая». Касательно чувств, которые Клара испытывает к Доктору, Коулман заявила, что «она безусловна влюблена в него и всегда была. Он её герой, но она едва ли ему в этом признается. Они редко говорят друг другу о своей любви, склонны хранить всё под поверхностью». Питер Капальди описал отношения между Доктором и Кларой как «истинно романтические». Однако они предпочитают не говорить об эмоциональных вещах, поэтому многое остаётся сокрытым. Всё дело в невысказанном между ними; с этим гораздо интереснее работать, вместо того чтобы следовать законам типичного романтического жанра.

## Кастинг
1 июня 2013 года было объявлено, что Мэтт Смит уходит из постоянного состава «Доктора Кто» и в рождественском спецвыпуске 2013 года Доктор регенерирует. Шоураннер сериала Стивен Моффат заявлял, что момент замены Мэтта Смита очень важен для будущего сериала. Объявление об уходе Смита вызвало массу спекуляций в средствах массовой информации по поводу того, кто же будет исполнять роль следующего, Двенадцатого Доктора.
Ходили слухи о том, что нового Доктора может сыграть женщина. Среди кандидаток были Хелен Миррен и Кэтрин Келли. Мэтт Смит и Джон Барроумен, исполняющий роль Джека Харкнесса в телесериале и его спин-оффе «Торчвуд», поддержали идею женщины-Доктора.
Джон Хёрт играл «Военного Доктора» — воплощение, которое участвовало в Войне Времени, бывшее между Восьмым Доктором и Девятым Доктором, что делает Двенадцатого Доктора фактически тринадцатым по счёту, а «природных» воплощений у Повелителей Времени всего тринадцать. Однако была принята во внимания регенерация Десятого Доктора, когда тот потратил энергию, но не сменил внешность. Тем самым Двенадцатый Доктор является результатом тринадцатой регенерации в целом и первой в новом цикле регенераций, подаренном Доктору Повелителями Времени.
Колин Бейкер (исполнявший роль Шестого Доктора) поддерживал кандидатуру Джона Кулшоу.
Среди возможных кандидатов на роль Двенадцатого Доктора были Руперт Гринт, Риз Ахмед, Рори Киннер, Бен Дэниелс, Джулиан Райнд-Татт, Рассел Тови, Крис Эддисон, Чиветел Эджиофор, Питер Капальди, Бен Уишоу, Дэвид Хэрвуд, Идрис Эльба, и Дэмьен Молони.
Невероятным предположением было то, что Двенадцатого Доктора будет играть принц Чарльз, который, вместе со своей супругой Камиллой, посетил в начале июля 2013 года съёмочную площадку в Кардиффе.
3 августа 2013 года букмекерская компания William Hill закрепила пари, о том, что Капальди является фаворитом на роль с вероятностью 5 из 6.
Преемник Смита был представлен 4 августа 2013 года в 19:00 по британскому времени в специальной программе Зои Белл под названием Doctor Who Live: The Next Doctor. Шоу в прямом эфире посмотрели в среднем 6,27 миллиона зрителей в Великобритании; одновременная трансляция также проходила в Соединённых Штатах Америки, Канаде и Австралии. Стивен Моффат заявил, что кастинга не проводилось и Капальди был единственным претендентом на роль.
Питер Капальди был положительно принят фанатами сериала и сам является поклонником шоу с самого его начала. Также он был первым человеком, поздравившим Мэтта Смита с выходом первого сезона с его участием, и похвалил его за актёрскую работу.
30 января 2017 года в интервью на радио BBC2 Питер Капальди объявил, что десятый сезон сериала станет для него последним. Заключительной серией с его участием стал рождественский спецвыпуск 2017 года.